# Michal Šanda

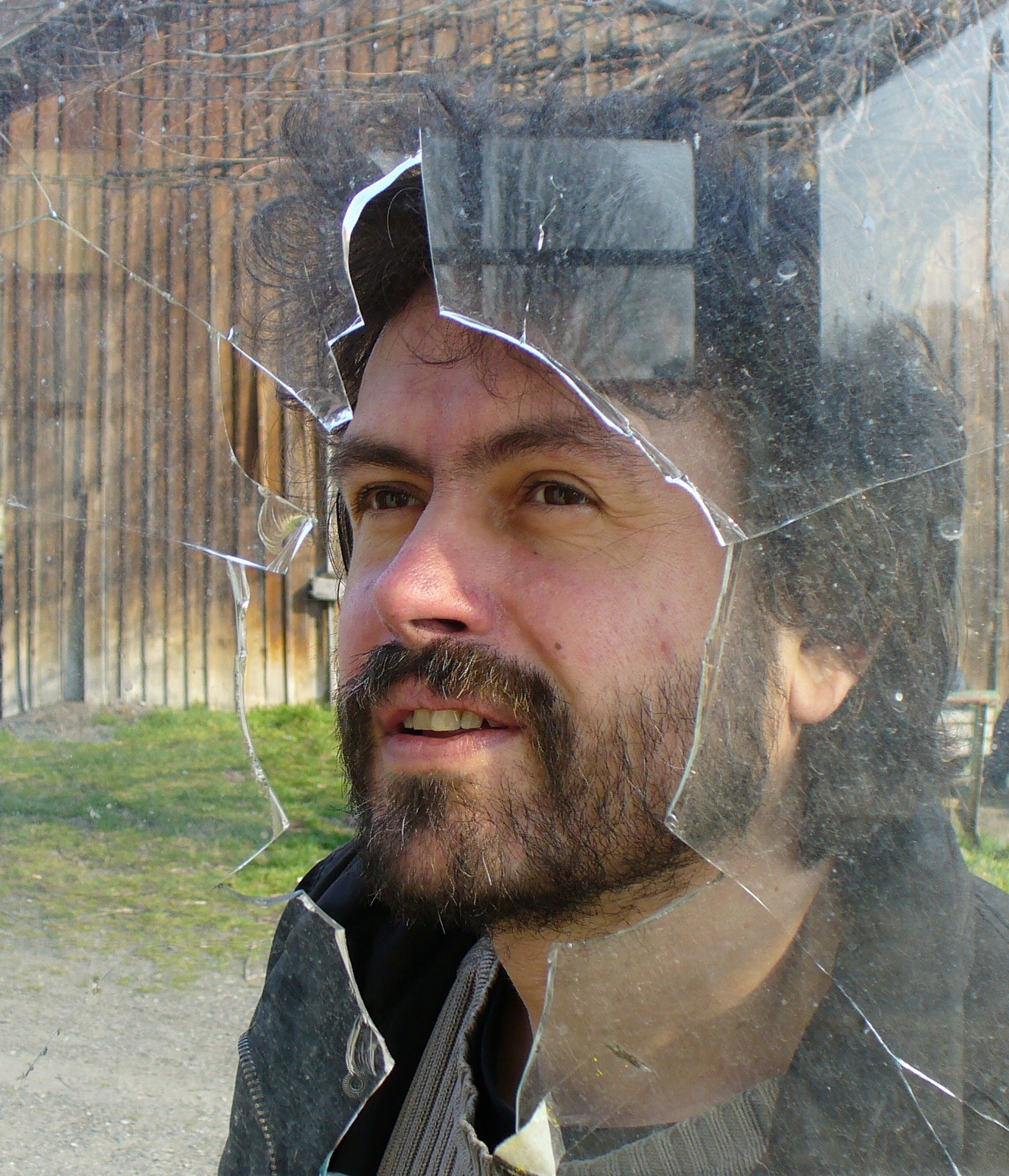
Michal Šanda

Michal Šanda (Praga, 10 dicembre 1965) è uno scrittore ceco.

## Opere
Passò gran parte dell'infanzia a Praga e dopo essersi laureato, Michal Ŝanda intraprese numerosi lavori, componendo anche le sue prime poesie. Dal 1993 è archivista teatrale.

### Lavoro collettivo
- Generál v umyvadle plném blues, ISBN 978-80-7443-467-9, (2022)

### Poesia
- sto a, (1994)
- Ošklivé příběhy z krásných slov, ISBN 80-85940-20-5, (1996)
- Metro, ISBN 80-85940-48-5, (1998 e 2005)
- Dvacet deka ovaru, ISBN 80-86240-05-3, (1998)
- Býkárna, ISBN 80-7227-252-7 e Milan Ohnisko e Ivan Wernisch, (2006)
- Remington pod kredencí, ISBN 978-80-7386-050-9, (2009)
- Rabování samozvaného generála Rona Zacapy v hostinci U Hrocha, ISBN 978-80-7465-155-7, (2015)

### Teatro
- Španělské ptáčky, (2006)
- Sorento, (2011)

### Letteratura
- Blues 1890-1940, ISBN 80-7227-067-2, (2000)
- Obecní radní Stoklasné Lhoty vydraživší za 37 Kč vycpaného jezevce pro potřeby školního kabinetu, ISBN 80-7227-110-5, (2001)
- Sudamerická romance, ISBN 80-7227-164-4, (2003)
- Kecanice, ISBN 80-85940-75-2, (2006)
- Merekvice, ISBN 978-80-86862-53-8, (2008)
- Dopisy, ISBN 978-80-86862-85-9 e Karel Havlíček Borovský, (2009)
- Sebrané spí si, ISBN 978-80-87563-04-5, (2012)
- Špacírkou přes čenich!, ISBN 978-80-7432-296-9, (2013)
- MUDr. PhDr. Jarmila Beichtenová: Kazuistika pacientů Michala Šandy a Jakuba Šofara – literární anamnéza, ISBN 978-80-87683-28-6, (2014)
- Oskarovy rybářské trofeje, ISBN 978-80-87683-38-5, (2014)
- Jakápak prdel, ISBN 978-80-903065-9-2 e ISBN 978-80-7227-364-5 e Ivan Wernisch, (2015)
- Autorské poznámky k divadelní grotesce Sráči, ISBN 978-80-87563-35-9, (2015)
- Masná kuchařka mistra řezníka z Nelahozevsi Antonína Dvořáka, ISBN 978-80-7438-152-2, (2016)
- Údolí, ISBN 978-80-7438-469-1 e ISBN 978-80-7438-472-1, (2017)
- Dr. Moul, ISBN 978-80-270-3653-0, (2018)
- Hemingwayův býk, ISBN 978-80-87688-79-3, (2018)
- Umyvadlo plné vajglů, ISBN 978-80-7438-227-7, (2020)
- Tibbles, ISBN 978-80-7558-165-5, (2021)
- Viktor & Віктор, ISBN 978-80-7558-177-8, (2022)
- Lední medvěd Rio zachraňuje prales, ISBN 978-80-7558-223-2, (2023)
- Kruh, ISBN 978-80-7558-239-3, (2023)
- Mozek z blázna, ISBN 978-80-7530-450-6, (2023)
- Hravě o dopravě, ISBN 978-80-7558-264-5, (2024)
- Čtverec, ISBN 978-80-7558-267-6, (2024)
- Grotesky, ISBN 978-80-7530-541-1, (2024)